# Juliane Beer
Juliane Beer (* 1976 in Berlin) ist eine österreichisch-deutsche Filmproduzentin. Sie lebt in Wien.

## Leben und Wirken
Juliane Beer studierte Journalistik, Betriebswirtschaftslehre und Kunstgeschichte an der Universität Leipzig. 2007 schloss sie ihr Magisterstudium in Filmproduktion an der Universität für Musik und darstellende Kunst Wien ab.
Sie arbeitet seitdem als selbstständige Produzentin und Produktionsleiterin im deutschsprachigen Raum, sowohl für Kino- als auch TV-Produktionen, wie etwa die ORF-Serie Erbe Österreich. Filme, an denen sie beteiligt war, wurden unter anderem auf der Berlinale, der Diagonale sowie beim Symposium Outer Space. Der Weg in den Kosmos im MuseumsQuartier Wien gezeigt.
Seit 2005 realisiert sie Medienkunstprojekte mit ihrem Label Kunst im Getriebe, z. B. mit Christoph Theußl. Sie ist auch als Solokünstlerin tätig. Ihr Schwerpunkt liegt auf konzeptuellem Expanded Cinema sowie VR-, AR-, XR- und 360-Grad-Video.
Beer ist an Wissenstransfer, der Vermittlung von Medienkompetenz und der Förderung digitaler Kreativität interessiert. 2006 gründete sie den Film-CoWorkingSpace Havelprater in Briest (Potsdam-Mittelmark), um interdisziplinäre Zusammenarbeit in der Filmproduktion zu fördern. 2015 initiierte sie das Netzwerk DigitalCreator sowie Meetup Vienna und organisierte die Hackathons Digital Storytelling & Internet of Things (Digital Creator & IOT Austria). Mit dem Projekt food4life gewann sie die NASA Space App Challenge Vienna.
2017 erhielt sie einen Lehrauftrag an der Technischen Hochschule Brandenburg als Dozentin für „Digital Storytelling“.
Seit 1. Jänner 2025 ist sie Geschäftsführerin von FC Gloria und engagiert sich dort und u. a. auf der Diagonale für Geschlechtergerechtigkeit in der österreichischen Filmbranche und Förderung inklusiven Filmschaffens. Sie organisiert Veranstaltungen und Podiumsdiskussionen.
Sie ist Mitglied der Akademie des österreichischen Films.

## Filmografie (Auswahl)
- 2025: MetaMeat – Produzentin, Regie: Sabine Marte[20]
- 2024: Die CO2-Lüge – Was die Kompensationsgeschäfte wirklich für das Klima bringen (Arte Film, auch ausgestrahlt im ORF) – Produzentin[21][22][23][24]
- 2021: Erbe Österreich (ORF TV-Serie) – Produzentin, 5 Episoden[25]
- 2008: Rocketman (Kurzfilm) – Produzentin und Co-Autorin, Regie: Jakob Ballinger[26][27]

## Kunstprojekte (Auswahl)
- 2007: Club Real – Insektenbelustigung oder Im Land der Rieseninsekten – Produktionsleitung, Leitung und Konzept Club Real (Sonneck, Hauck, Springer, Theussl)[28][29]
- seit 2005: Kunst im Getriebe (Kunstserie)

## Veranstaltungen (Auswahl)
- Veranstaltungsleiterin des VIENNA.DOKU.DAY (2023, 2024)
- Female Perspectives (Graz 2024; gemeinsam mit Sandra Bohle, Elisabeth Scharang)

## Publikationen (Auswahl)
- FC Gloria; in: Diagonale Publikation 2025 (Graz/Wien, 2025)